# Episodi de Il commissario Lanz (ottava stagione)
L'ottava stagione della serie televisiva Il commissario Lanz è trasmessa in prima visione in Svizzera su SRF 1 dal 28 maggio al 10 ottobre 2017 e in Germania su ZDF. 
In Italia, la serie è stata trasmessa su Rai 2 dal 1º luglio 2018 al 7 febbraio 2022.
| n°       | Titolo originale        | Titolo italiano      | Prima TV Svizzera | Prima TV Italia   |
| -------- | ----------------------- | -------------------- | ----------------- | ----------------- |
| Speciale | Prager Kristalle        | I cristalli di Praga | 28 maggio 2017    | 1º luglio 2018    |
| 1        | Paarungszeit            | Storie di una notte  | 12 settembre 2017 | 18 agosto 2019    |
| 2        | Glaube, Liebe, Hoffnung | Il diritto al futuro | 19 settembre 2017 | 25 agosto 2019    |
| 3        | Schwarze Schafe         | Pecore nere          | 26 settembre 2017 | 15 settembre 2019 |
| 4        | Zieh Dich aus           | In trappola          | 3 ottobre 2017    | 27 marzo 2021     |
| 5        | Endspiel                | Fine dei giochi      | 10 ottobre 2017   | 7 febbraio 2022   |